# 東瑶駅
東瑶駅（とうようえき、閩南語:Tong-iâu tsām）は、中華人民共和国福建省廈門市海滄区環湾大道と東孚南路の交差点にある、廈門軌道交通2号線の駅である。

## 歴史
- 2021年4月26日2号線の駅として開業。

## 駅構造

### のりば
| 番線 | 路線              | 方面                            | 行先        |
| ---- | ----------------- | ------------------------------- | ----------- |
|      | 廈門軌道交通2号線 | 東孚・天竺山 方面               | 天竺山 行き |
|      | 廈門軌道交通2号線 | 東宅・五通・湿地公園・鍾宅 方面 | 五縁湾 行き |

## 隣の駅
廈門軌道交通
■2号線
鼎美駅 - 東瑶駅 - 東孚駅